# 楊錥
楊錥（？—1628年），號羅初，四川成都府成都县人，民籍，明朝政治人物。进士出身。

## 生平
萬曆戊子（1588年）五月初五日生。萬曆四十三年（1615年）乙卯科四川鄉試三十三名舉人，四十四年（1616年）丙辰科三甲一百九十一名進士。吏部觀政，四十五年授直隶东明县知县，四十七年考察，本年調補山东泗水县知县，四十八年丁憂。天啓二年補南丰知县，四年升户部主事，六年升雲南司郎中，七年接替项维聪任延平府知府一职，崇祯元年去世，由范汝梓接任。

## 家族
曾祖楊仕弼，学生。祖父楊琯，廪生。父楊惟敬。